# اندری ساوچنکو (بازیکن فوتبال)
اندری ساوچنکو (اوکراینی: Андрій Володимирович Савченко؛ زادهٔ ۲۹ سپتامبر ۱۹۹۴) بازیکن فوتبال اهل اوکراین است.
از باشگاه‌هایی که در آن بازی کرده‌است می‌توان به باشگاه فوتبال کارپاتی لویو اشاره کرد.
وی همچنین در تیم‌های ملی فوتبال Ukraine national under-16 football team, Ukraine national under-17 football team، و Ukraine national under-18 football team بازی کرده‌است.